# Harry Crews
Pour les articles homonymes, voir Crews.
Œuvres principales
- La Foire aux serpents
- Body

Harry Crews, né le 7 juin 1935 à Alma (comté de Bacon) en Géorgie aux États-Unis et mort le 28 mars 2012 à Gainesville en Floride, est un romancier américain.

## Biographie
Né « au bout d'un chemin de terre », orphelin de père dès l’âge de deux ans, confronté à un beau-père alcoolique et violent, son enfance est marquée par les conditions de vie difficiles dans le Sud rural et de graves problèmes de santé (paralysie inexpliquée des jambes pendant quelques mois, immobilisation à la suite d'une chute dans un chaudron de graisse bouillante lors d'une fête du cochon,...). À 17 ans il s’engage dans le corps des Marines, où il passera trois années durant lesquelles il combat en Corée et découvre la littérature. Il intègre ensuite l’université de Floride pour des études d’anglais, qu’il interrompt en 1956 pour une virée de 18 mois en moto à travers les États-Unis. Il exercera jusqu’en 1997 comme enseignant d’anglais dans plusieurs écoles et universités de Floride.
Harry Crews devra attendre 1968 pour voir son premier ouvrage publié (Le Chanteur de gospel). Il fait paraître ensuite régulièrement des romans, nouvelles, articles et reportages (notamment pour les magazines Playboy et Esquire dont il fut un contributeur régulier). Le récit de son enfance en Géorgie Des mules et des hommes: une enfance, un lieu (A Childhood : The Biography of a Place) est considéré par l’écrivain James Crumley comme « peut-être le meilleur livre de la littérature américaine contemporaine ».
Les romans de Harry Crews, caractérisés par un ton nerveux et ironique, plongent leurs racines autant dans le genre Redneck que dans le roman noir et la littérature gothique. Peuplés de paumés, de monstres, de désespérés, ils forment une fresque grotesque et saisissante sur le thème de l’Amérique profonde.
Crews apparaît au cinéma dans le film de Sean Penn, The Indian Runner, dans le rôle de M. Baker. Son roman The Hawk is Dying est adapté en film par Julian Goldberger sous le titre Dressé pour vivre en 2006.
Harry Crews s'éteint en 2012 à l'âge de 76 ans.

## Œuvres

### Romans
- The Gospel Singer (1968) Publié en français sous le titre Le Chanteur de gospel, Paris, Gallimard, coll. « Série noire » no 2396, 1995 ; réédition, Paris, Gallimard, coll. « Folio policier » no 555, 2009
- Naked in Garden Hills (1969) Publié en français sous le titre  Nu dans le jardin d'Eden, Paris, Sonatine, 2013
- This Thing Don't Lead To Heaven (1970) Publié en français sous le titre Les Portes de l'enfer, Paris, Sonatine, octobre 2015
- Karate is a Thing of the Spirit (1971) Publié en français sous le titre Le karaté est un état d'esprit, Paris, Sonatine, traduit par Patrick Raynal, juin 2019
- Car (1972) Publié en français sous le titre Superbagnole, Paris, Albin Michel, coll. « Les grandes traductions », 1974 Réédition sous le titre Car, Paris, Gallimard, coll. « La Noire », 1996 ; réédition, Paris, Gallimard, coll. « Folio policier » no 884, 2019.
- The Hawk is Dying (1973) Publié en français sous le titre Le faucon va mourir, Paris, Gallimard, coll. « Série noire » no 2584, 2000
- The Gypsy's Curse (1974) Publié en français sous le titre La Malédiction du gitan, Paris, Gallimard, coll. « La Noire », 1993 ; réédition, Paris, Gallimard, coll. « Folio policier » no 80, 1999.
- A Feast of Snakes (1976) Publié en français sous le titre La Foire aux serpents, Paris, Gallimard, coll. « Série noire » no 2359, 1994 ; réédition, Paris, Gallimard, coll. « Folio policier » no 178, 2000
- The Enthusiast (1981)
- All We Need of Hell (1987)
- The Knockout Artist (1988) Publié en français sous le titre Le Roi du K.O., Paris, Gallimard, coll. « Série noire » no 2536, 1999 ; réédition, Paris, Gallimard, coll. « Folio policier » no 476, 2007
- Body (1990) Publié en français sous le titre Body, Paris, Gallimard, coll. « La Noire », 1994 ; réédition Paris, Gallimard, coll. « Folio » no 3079, 1998 ; réédition, Paris, Gallimard, coll. « Folio policier » no 36, 1999
- Scar Lover (1992)
- Classic Crews (1993)
- The Mulching of America (1995) Publié en français sous le titre Des savons pour la vie, Paris, Gallimard, coll. « Série noire » no 2705, 2004 ; réédition, Paris, Gallimard, coll. « Folio policier » no 860, 2018
- Celebration (1998)
- Where Does One Go When There's No Place Left To Go? (1998)
- An American Family: The Baby With the Curious Markings (2006)

### Autres œuvres
- Going Down in Valdeez (1975) Publié en français sous le titre Descente à Valdez, Allia, 2016
- A Childhood : The Biography of a Place (1978) Publié en français sous le titre Des mules et des hommes : une enfance, un lieu, Paris, Gallimard, coll. « La Noire », 1997 ; réédition Paris, Gallimard, coll. « Folio » no 4935, 2009
- Blood and Grits (1979) Publié en français sous le titre Péquenots, Finitude, 2019
- Florida Frenzy (1982)
- 2 By Crews (1984)
- Madonna at Ringside (1991) Publié en français sous le titre Par le trou de la serrure, Finitude, 2021

## Adaptations

### Au cinéma
- 2006 : Dressé pour vivre (The Hawk Is Dying), film américain réalisé par Julian Goldberger, d'après le roman Le faucon va mourir, avec Paul Giamatti, Michelle Williams et Michael Pitt.

## Sources
- Maxime Lachaud, Harry Crews, un maître du grotesque, 2007, Ed. K-Inite